# Point Reyes Station
Point Reyes Station és una concentració de població designada pel cens dels Estats Units a l'estat de Califòrnia. Segons el cens del 2000 tenia 818 habitants.

## Demografia
Segons el cens del 2000, Point Reyes Station tenia 818 habitants, 352 habitatges, i 218 famílies. La densitat de població era de 87 habitants/km².
Dels 352 habitatges en un 27,3% hi vivien nens de menys de 18 anys, en un 49,1% hi vivien parelles casades, en un 8,2% dones solteres, i en un 37,8% no eren unitats familiars. En el 29,8% dels habitatges hi vivien persones soles el 13,6% de les quals corresponia a persones de 65 anys o més que vivien soles. El nombre mitjà de persones vivint en cada habitatge era de 2,28 i el nombre mitjà de persones que vivien en cada família era de 2,83.
Per edats la població es repartia de la següent manera: un 19,3% tenia menys de 18 anys, un 7,1% entre 18 i 24, un 23,1% entre 25 i 44, un 35,8% de 45 a 60 i un 14,7% 65 anys o més.
L'edat mitjana era de 45 anys. Per cada 100 dones de 18 o més anys hi havia 82,3 homes.
La renda mitjana per habitatge era de 57.292 $ i la renda mitjana per família de 69.821 $. Els homes tenien una renda mitjana de 41.181 $ mentre que les dones 38.269 $. La renda per capita de la població era de 39.339 $. Entorn del 6% de les famílies i el 6,6% de la població estaven per davall del llindar de pobresa.

## Poblacions més properes
El següent diagrama mostra les poblacions més properes.